# 아파치 에어플로
아파치 에어플로(Apache Airflow)는 데이터 공학 파이프라인을 위한 오픈 소스 워크플로 관리 플랫폼이다. 2014년 10월 에어비앤비에서 기업의 점차 복잡해지는 워크플로를 관리하기 위한 해결책으로서 시작하였다.
에어플로는 파이썬으로 작성되어 있으며 워크플로는 파이썬 스크립트를 통해 만들어진다.